# コンベア モデル37

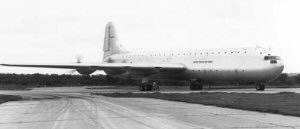
原型となった XC-99 軍用輸送機

コンベア モデル37（Convair Model 37）は、アメリカ合衆国の航空機メーカーであったコンベア社が計画した超大型レシプロ6発旅客機である。
実際に発注をパンナムから受けていたが、このような巨大な航空機を民間機として経済的に運航できる技術が完成しなかったため、計画のみに終わった。

## 概要
コンベア モデル37は、アメリカ戦後初の戦略爆撃機であったB-36を原型として、軍用貨物輸送機として1機のみが試作されたXC-99を、民間旅客機としたものである。このXC-99は武装した兵士400名を収容して大西洋を横断することができた。そのためレシプロ機最大級の輸送能力は現在のボーイング747ジャンボ・ジェット機に匹敵するものであった。
パンナムは大西洋横断路線に就航させるため15機の発注がなされたため、計画が開始した。モデル37の胴体は二階建てにするとしており、4200マイル (6800km) の航続距離を目指すとしていた。
しかしながら、XC-99で使用されていたP&W ワスプ・メジャーエンジンの燃料消費量は民需用とするには経済性が悪く、また、それにかわる大出力ターボプロップエンジンが早期に実用化しなかったうえに、15機の発注だけでは計画を遂行する利益がないとして、実際に機体が製作されるまでにはいたらず、断念された。